# Фолрат Фридрих Карл Лудвиг фон Золмс-Рьоделхайм-Асенхайм
Фолрат Фридрих Карл Лудвиг фон Золмс-Рьоделхайм-Асенхайм (на немски: Volrath Friedrich Carl Ludwig Graf zu Solms-Rödelheim u. Assenheim; * 6 декември 1762, Асенхайм; † 5 февруари 1818, Франкфурт на Майн-Рьоделхайм) е граф на Золмс-Асенхайм и в Рьоделхайм.

## Произход
Той е син на граф Йохан Карл Ернст фон Золмс-Рьоделхайм-Асенхайм (1714 – 1790) и втората му съпруга графиня Амьона Шарлота Елеонора фон Льовенщайн-Вертхайм-Вирнебург (1743 – 1800), дъщеря на граф Йохан Лудвиг Фолрат фон Льовенщайн-Вертхайм-Вирнебург (1705 – 1790) и графиня Фридерика Шарлота Вилхелмина фон Ербах-Ербах (1722 – 1786).
Той умира на 5 февруари 1818 г. в Рьоделхайм и е погребан в Асенхайм.

## Фамилия
Първи брак: на 29 август 1789 г. в Лаубах с графиня Филипина Шарлота София фон Золмс-Лаубах (* 19 декември 1771; † 6 юли 1807), дъщеря на граф Георг Август Вилхелм фон Золмс-Лаубах (1743 – 1772) и принцеса Елизабет Шарлота Фердинанда Луиза фон Изенбург-Бюдинген-Бирщайн (1753 – 1829). Те имат децата:
- Карл Фридрих Лудвиг Кристиан Фердинанд (* 15 май 1790; † 1 март 1844), граф на Золмс-Рьоделхайм-Асенхайм, женен за графиня Луиза Амалия фон Ербах-Шьонберг (1795 – 1875)
- Фридрих Лудевиг Хайнрих Адолф (* 18 август 1797; † 22 декември 1859)
- Фердинанда София Шарлота Фридерика (* 23 февруари 1793; † 31 март 1859), омъжена на 25 юли 1815 г. в Утфе за граф Максимилиан фон Ербах-Шьонберг († 1823)
- Франц Фридрих Карл (* 27 април 1796; † 10 ноември 1852)
- Хенриета Айона Луиза (* 13 юли 1800; † 2 август 1804)
- Едуард Фридрих Хайнрих (* 30 октомври 1801/1804); † 23/24 август 1860)
- Елизабет Анна Каролина Юлия Амалия (* 9 юни 1806; † 5 февруари 1886), омъжена на 5 октомври 1826 г. в Утфе за княз Вилхелм Фридрих фон Салм-Хорстмар († 1865)

Втори брак: на 2 ноември 1811 г. в Рьоделхайм с Мария Хофман (* 20 февруари 1783; † 10 февруари 1843). Те имат една дъщеря:
- Матилда (* 9 февруари 1813; † 11 ноември 1860)